# مقاطعة جيلا (أريزونا)
مقاطعة جيلا (بالإنجليزية: Gila County)‏ هي إحدى مقاطعات ولاية أريزونا في الولايات المتحدة الأمريكية.